# Шелтон, Саймон
Са́ймон Ше́лтон (Simon Shelton; также известен как Саймон Барнс; 13 января 1966, Лондон — 17 января 2018, Ливерпуль) — английский актёр, наиболее известный по роли Тёмного рыцаря в Невероятных играх, и Тинки-Винки в детском шоу Би-би-си Телепузики (где он заменил уволенного Дэйва Томпсона) с 1997 по 2001 год.

## Биография
Шелтон родился 13 января 1966 года в Бетнал-Грин, Лондон.

## Карьера
Шелтон сыграл Тёмного рыцаря в Невероятных играх с 1994 по 1995 год.

Саймон играл Тинки Винки в детском шоу Би-би-си Телепузики.

Как говорил сам актёр, до того работавший хореографом и занимавшийся балетом, он сначала отказывался от странной роли, но позже втянулся. 
И даже говорил, что немного чувствует себя «участником The Beatles».
«Это был рисковый шаг, но он окупился», — комментировал успех артист, заверяя, что получает просто гигантское количество писем от поклонников всех возрастов.

## Личная жизнь
У Шелтона было трое детей, старший сын — Генри; проживал Саймон в Амптхилле, Бедфордшир, Англия.

Он приходился дядей актрисе Эмили Атак (известной по телесериалу Переростки (The Inbetweeners)).

### Смерть
Шелтон скончался 17 января 2018 года в Ливерпуле от переохлаждения на фоне алкогольной интоксикации; это случилось через четыре дня после его 52-го дня рождения.

Актёр был похоронен 7 февраля в Бедфорде; на похороны семья Шелтона попросила тех, кто придёт проститься, надеть яркие одежды — в знак почтения к прославившему Саймона персонажу.

## Критика
В мае 2007 года уполномоченный по правам ребёнка в Польше Ева Совиньска сообщила, что намерена обратиться к психологам для проведения анализа передачи «Телепузики». Незадолго до этого польские власти предприняли ряд шагов в сторону запрета пропаганды гомосексуализма среди детей.
Совиньска предположила, что один из персонажей может иметь гомосексуальный подтекст. «Я обратила внимание на то, что Тинки-Винки носит женскую сумочку, и не понимала, что это мальчик», — пояснила она.